# Hopea polyalthioides
Espèce
Statut de conservation UICN

 EN B2ab(iii); D : En danger
Hopea polyalthioides est une espèce de plantes du genre Hopea de la famille des Dipterocarpaceae.